# Vagabond 31
Vagabond 31, är en segelbåt och den modernast konstruerade Kosterbåten. Vagabond 31 är långkölad och byggt som en kompromiss mellan racing och långfärd. Iden var att skapa en modern och snabbseglande koster. Jämfört med tidigare konstruerade kosterbåtar har Vagabonden högre och smalare rigg, plattare botten, djupare köl och rakare stäv. Dessa egenskaper gör båten till en snabb och bra seglare även i lättvind. Hög rigg och stor segelyta möjliggjorde självslående försegel, något som är standard på de flesta båtar.
Vagabonden är byggd i sandwichkonstruktion i däck och fribord och som distansmaterial används vanligtvis divinycell. Kölen är en utanpåliggande järnköl.

## Historia
Vagabond 31  Ritades av Jan och Harry Becker. Kosterregeln ligger till grund för konstruktionen, men modernare tankegångar har givetvis tillämpats. Således har undervattenskroppen en plattare mer jolleliknande profil än brukligt och förstäven faller tämligen rakt ned för att ge lång vattenlinje.
All vikt har centrerats i skrovet, och riggkonstruktionen medger möjlighet till flera olika segelsättningar. Seglingsegenskaperna i lätt såväl som kraftig vind är förnämliga

## Källhänvisningar
- Sailguide Vagabond 31
- http://vagabond31.org/